# Падука Пагала
Падука Пагала (Падука Батара) (д/н — 1417) — раджа Східного Сулу.

## Життєпис
Відомостей про нього обмаль. Був володарем одного з 3 раджанатів (князівств) архіпелагу Сулу. Наявність титулу падука (священий володар) вказує на міць його держави. Напевне сповідував іслам. Його швагером був Падука Прабху, раджа західного сулу та частини Калімантану.
1417 року відплив зі своєю родиною та 340 іншими людьми знатними особами до імперії Мін. Згідно китайських джерел, він мав віддати данину імператору Чжу Ді. Проте напевне це було традиційне посольство, викликане піднесенням авторитету Китаю в регіоні внаслідок перших подорожів Чжен Хе. Серед подарунків Пагали імператорові були перли, панцирі черепах, коштовне каміння та пам'ятник, написаний золотом. Натмоість отримав шовковий одяг та рулони шовку. порцеляну, 100 тис. мідних монет. У Пекіні перебував 27 діб.
Повертаючись додому, він заразився якоюсь хворобою, відя кої помер у Дечжоу в провінції Шаньдун. Імператор доручив ремісникам і скульпторам побудувати гробницю для померлого монарха, яка стоїть і сьогодні.
Старший син Ракія Багінда, повернувся з матір'ю до князівства батька, де успадкував владу. Сини другої дружини — Гемунінг (Камулін) залишилися в Китаї (тут отримали значні володінням з пільгою не сплачувати податки) і згодом були класифіковані як представники хуейцзу. Сини Пагали стали засновниками родин Ань і Вень, що породочалис яз шаньдунськими родами Ся, Ма і Чень. Гемунінг та 2 його сини похованов гробниці Падуки Пагари.

## Гробниця Падуки Пагали
Зовні добре збереглася і є однією з найбільших історичних пам'яток Дечжоу. Розташована в районі Бейін, в 1 км на північ від центру, у парку Ванглінг. Займає площу понад 80 акрів, заввшики 4,2 м і завширшки 16,6 м. По обидва боки від гробниці розтовано кам'яні статуї людей, коней, вівців, леопардів та китайські дзвони.
Після 1980 року держава провела капітальний ремонт всього об'єкта. 1988 року внесено до переліку старожитностей Китайської Народної Республіки.